# Konjuva
Konjuva (cyr. Коњува) – wieś w Serbii, w okręgu toplickim, w gminie Kuršumlija. W 2011 roku liczyła 111 mieszkańców.